# Microtechnique
Ne doit pas être confondu avec Microtechnologie ou Micromécanique.
Une microtechnique est une technique de fabrication ou de réparation des objets à l'échelle sub-millimétrique (c’est-à-dire dans le domaine du micromètre), l'ensemble des microtechniques étant la microtechnologie.

## Définition
Les microtechniques englobent les appareils et machines qui acquièrent, traitent et restituent l'information. Elles concernent les produits et activités suivants : 
- mesure du temps (montres-bracelet, horloges, appareils de chronométrage sportif, etc.) ;
- bureautique (machines à écrire, photocopieuses, machines à affranchir, agrafeuses, etc.) ;
- informatique et mécanographie (imprimantes, traceurs de courbe, terminaux à écran, claviers, lecteurs de signes, etc.) ;
- instruments et métrologie (balances de précision, compteurs d'électricité, micromètres, pieds à coulisse, théodolites, etc.) ;
- appareils de commande: amplificateurs de signaux, commande à distance, installation de mesures à distance ;
- appareils de télécommunications (appareils de téléphone, téléfax, centraux domestiques, automates de téléphone) ;
- électronique grand public (radio, téléviseur, vidéo, lecteur de cassettes, de CD ou de DVD) ;
- jouets techniques (trains miniatures, boîtes de construction, télécommande, modèles d'avion) ;
- monétique (changeur de monnaie, distributeur de billets de transports publics, distributeurs de monnaie, lecteurs de cartes magnétiques) ;
- appareils optiques (appareils photographiques et caméras) ;
- électroménager (mixer, lave-vaisselle, lave-linge) ;
- équipements de production industrielle (dispositifs de palettisation, robots industriels, manipulateurs) ;
- instrumentation médicale (appareils d'analyse, stimulateurs cardiaques, endoscopes, prothèses) ;
- composants de petite taille (relais, moteurs, microrupteurs, capteurs, prises électriques).

L'échelle des microtechniques commence au micromètre (µm, soit 10-6 mètre) pour finir au millimètre.
En dessous, c'est la nanotechnologie et au-dessus la mécanique.

## Formations aux métiers des microtechniques
- L'École nationale supérieure d'ingénieurs du Mans (ENSIM) dispose d'une formation spécialisée en micro-systèmes.

- L'École nationale supérieure de mécanique et des microtechniques de Besançon (ENSMM) forme chaque année 250 ingénieurs dans le domaine des micro et nanotechnologies.

- L'École Polytechnique Fédérale de Lausanne (EPFL) forme des ingénieurs spécialisés au sein de sa section de Microtechnique.
- La Haute école Arc (HE-Arc) Ingénierie forme des ingénieurs avec une orientation ingénierie horlogère et une orientation micro et nanotechnologies.
- Le Lycée des métiers Françoise DOLTO du Fontanil-Cornillon (Isère) accueille chaque année 12 élèves dans sa filière Microtechniques (3 ans de formation en Baccalauréat Professionnel => présentation Onisep). Il permet de suivre une scolarité en apprentissage à partir de la classe de première.
- Le lycée polyvalent public Édouard BRANLY de Créteil (94) prépare au baccalauréat professionnel Microtechnique et au BTS CIM (Conception et Industrialisation en Microtechnique).

- Le Lycée Technologique Privé (scolarité gratuite) Jules Richard aux Buttes Chaumont à Paris offre une filière Baccalauréat Professionnel Microtechniques et un BTS CIM (Conception et Industrialisation en Microtechniques)
- Le lycée Charles Poncet de Cluses en Haute-Savoie (au cœur du pôle de compétitivité « du Décolletage à la Mécatronique ») forme chaque année une promotion de 24 élèves préparant en 3 ans le Baccalauréat professionnel Microtechniques.

- Le lycée Edgar Faure de Morteau dans le Doubs (au cœur du « Pays Horloger ») forme chaque année une promotion de 24 étudiants préparant en 2 ans le Brevet de Technicien Supérieur en Conception et Industrialisation en Microtechniques.

- Le lycée polyvalent Victor Bérard de Morez dans le Jura forme des baccalauréats professionnel Microtechnique.
- Le lycée polyvalent Frédéric Joliot Curie de Dammarie-les-Lys avec un bac professionnel Microtechnique.

- Le Lycée Louis Aragon de GIVORS avec un Bac STI Microtechniques puis un BTS Microtechniques.

- Le Lycée Jules Haag de Besançon avec un bac professionnel Microtechniques.

- Le Lycée professionnel André Citroën de Marly (Metz) avec un bac professionnel Microtechniques.
- Le Lycée polyvalent Tristan Corbière (Morlaix) avec un bac professionnel Microtechniques.
- Le Lycée professionnel de l'argensol d'Orange (vaucluse) avec un bac professionnel Microtechniques.
- Le Lycée professionnel Charles Renouvier (Prades) avec un bac professionnel Microtechniques.
- Le Lycée polyvalent Charles de Gaulle de Poissy avec un BTS Conception et Industrialisation en Microtechniques
- Le Lycée polyvalent Pierre Mendes-France (Marseille) avec un BTS Conception et Industrialisation en Microtechniques.
- Le Lycée professionnel Privée Le Marais Sainte-Thérèse à Saint-Etienne avec un Bac Professionnel Microtechniques.
- SEP Paul Béchet - Lycée Charles Poncet - CLUSES - Bac Pro Microtechniques / initiation Horlogère
- Le Lycée polyvalent Le Corbusier de St Etienne du Rouvray (Seine Maritime) avec un bac professionnel Microtechnique.
- Le lycée général et technologique de Mirepoix (Ariège) avec un bac professionnel Microtechniques et un BTS Conception et Industrialisation en Microtechniques.
- Le Lycée polyvalent Jean-Jaurès d'Argenteuil avec un bac professionnel Microtechniques et un BTS Conception et Industrialisation en Microtechniques.

## Animation de la filière
- Les microtechniques ont leur salon international : Micronora. Ce salon regroupe l'ensemble des acteurs de la microtechnique tous les 2 ans à Besançon - France et les exposants sont présentés de manière permanente sur le site web du salon.

- Le Pôle des microtechniques est un pôle de compétitivité centré sur la région de Besançon ; il organise la collaboration en microtechniques de 406 entreprises industrielles, 680 chercheurs et les formations débouchant sur 1100 qualifications par an[1].